# 瓦卡洛

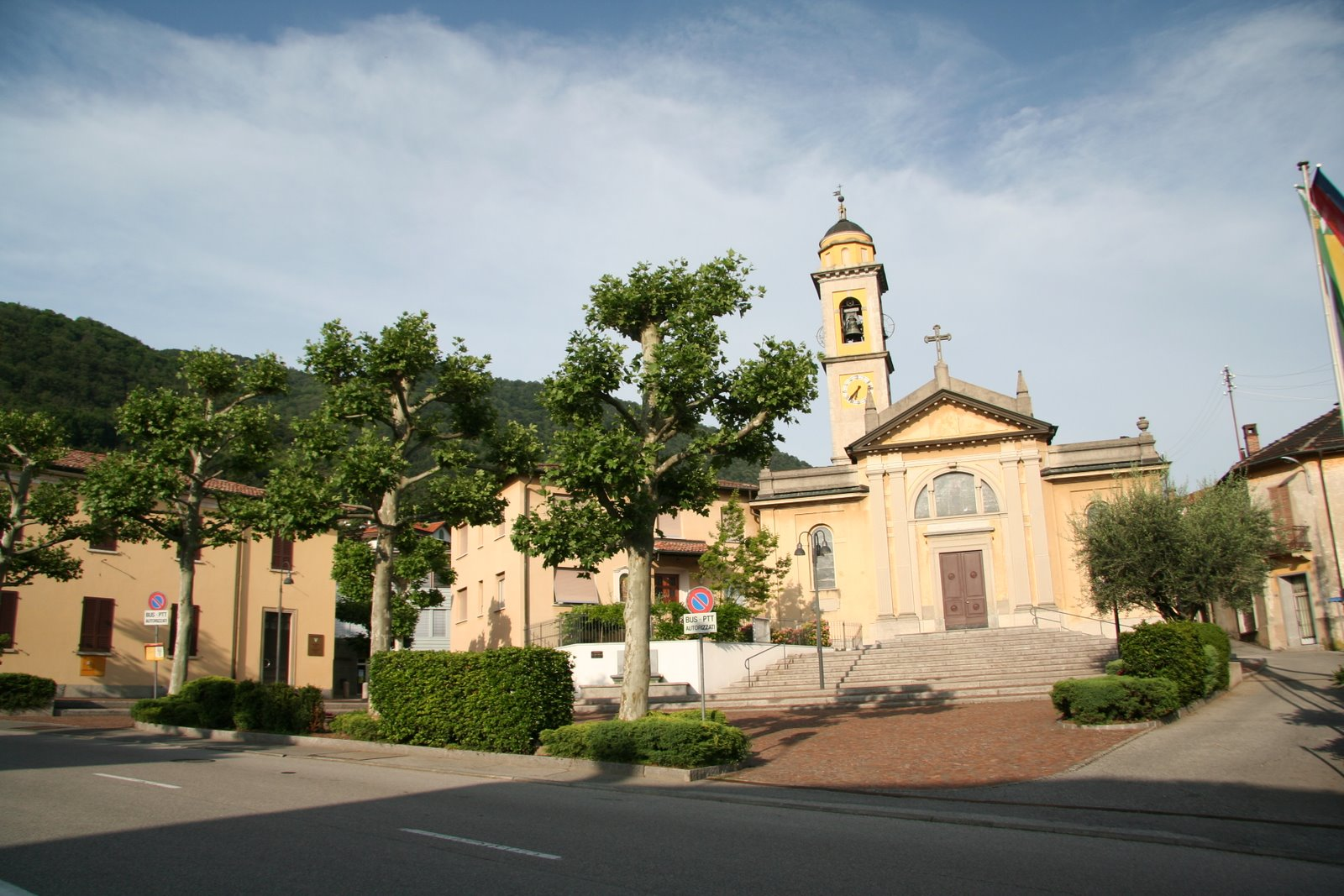

瓦卡洛是瑞士的城鎮，位於該國南部，由提契諾州負責管轄，面積1.61平方公里，海拔高度367米，2011年人口3,054，九成人口信奉羅馬天主教，人口密度每平方公里1897人。

## 外部連結
- Page with some pictures （意大利文）
- Primary school （意大利文）
- SAV Basket team （意大利文）